# Национальная разведывательная организация
Национальная разведывательная организация (тур. Milli İstihbarat Teşkilatı, MİT, транслитерация Милли Истихбарат Тешкилаты — МИТ) — спецслужба Турецкой Республики, созданная в 1965 году вместо Национальной службы безопасности (Milli Emniyet Hizmeti — MEH; Милли Эмнийет Хизмети — МЭХ).
По словам бывшего директора по иностранным операциям, Явуза Атача, военное присутствие в данной организации является незначительным. Ранее в организации было много выходцев из армии. В 1990 году доля военнослужащих составила 35 %. Сегодня она упала до 4,5 % в нижних эшелонах упомянутой структуры.
Бывший заместитель секретаря Джеват Унеш, заявил, что MİT при каждом государственном перевороте, как военная хунта, брала на себя организацию со своим набором приоритетов.
С целью обеспечения надёжности в организацию набраны служащие из родственников действующих сотрудников. Бывший заместитель Эмре Танер заявил, что это уже не так. Ему приписывают сокращение борьбы за сферы влияния между MİT и полицейской разведкой (Генеральная дирекция общественной безопасности МВД), а также борьбой внутри самого «MİT». Танер объявил о реструктуризации MİT в начале 2009 года.

## История
Попытки Турции в создании систематического и организованного характера разведки начались в последние годы существования Османской империи. Потребность защиты политического союза от влияния зарубежных стран, предотвращения сепаратистских движений внутри страны, обращение особого внимания к Ближнему Востоку привело к возникновению 17 ноября 1913 года спецслужбы Тешкилят-и Махсуса Энвер-паши. После подписания Мудросского перемирия 30 октября 1918 года упомянутая организация была расформирована.
Национальная разведывательная организация была создана 6 июля 1965 года во исполнение закона № 644 в качестве ведомства, подчиняющегося премьер-министру. Предшественником MİT была Национальная служба безопасности (тур. Milli Emniyet Hizmeti, МАН), основанная Ататюрком в 1926 году. По прошествии более чем 18 лет, закон № 644, в связи с необходимостью преодоления проблем практического характера, заполнения правовых лакун и приведения его в соответствие с требованиями стремительно развивающегося мира, 1 января 1984 года был заменен законом № 2937 «О государственной разведывательной деятельности и Национальной разведывательной организации».
После преобразования военное влияние в MİT, традиционно сильное, особенно во время военного режима, под давлением гражданских политиков стало сокращаться. Официально доля военнослужащих в MİT сократилась с 35 % в 1990 году до 4,5 % от основного состава в середине 2000-х годов.

## Задачи, полномочия и ответственность[11]
В отличие от других стран «MIT» сочетает в себе внутренние и внешние операционные и другие меры, заложенные в пакете законов. В законе № 2937 в общих чертах прописаны принципы создания, деятельности и задачи НРО. В то же время число подразделений и департаментов, их названия, детальные характеристики их функций и прочие аспекты, связанные с внутренней структурой НРО, определяются секретными регламентами и инструкциями, утверждаемыми премьер-министром, что позволяет как держать эти сведения в секрете, так и действовать возможно оперативно в быстро меняющихся условиях.
Ещё одно обстоятельство, отличающее новый закон от закона № 644, заключается в том, что согласно Закону № 2937, организация перешла в непосредственное подчинение премьер-министра. Подчинение НРО непосредственно премьер-министру следует рассматривать исходя из того, что согласно Конституции, за общие направления правительственной политики отвечают кабинет министров и премьер-министр.
Основные задачи реформированной турецкой спецслужбы, изложенные в академических работах руководителей МИТ Турции, выглядят следующим образом:
- всесторонняя поддержка турецкой дипломатии;
- мониторинг международных соглашений и договоров;
- содействие, координация и реализация планов оборонного строительства;
- ведение экономической разведки;
- борьба с внешними угрозами национальным интересам Турции;
- поддержка органов правопорядка;
- сбор, оценка и анализ «окружающей информации» (тур. cevresel bilgiler);
- выработка методов информационной войны.

Разведывательная и контрразведывательная деятельность в государственном масштабе
Национальная разведывательная организация, осуществляющая свою деятельность от имени турецкого народа с соответствующими задачами и полномочиями, призвана осуществлять в государственном масштабе сбор разведывательных сведений, информации и данных, касающихся национальной безопасности, и тем самым вносить вклад в оказание противодействия руководимой и направляемой извне и изнутри страны реализуемой или замышляемой деятельности, покушающейся на унитарный характер Республики Турция, само её существование, на её независимость и безопасность, её конституционный строй и все составляющие её национальной мощи.
Передача разведывательной информации в полномочные инстанции
Передавать собранную информацию полномочным на принятие решений инстанциям, как-то:
- президенту;
- премьер-министру;
- начальнику Генштаба;
- генеральному секретарю Совета национальной безопасности;
- другим министерствам и ведомствам (по их запросу).

Выполнение требований по разработке и реализации разведывательной информации, связанной с политическими планами в области национальной безопасности
В рамках разработки и реализации планов, связанных с государственной политикой в области национальной безопасности, обеспечивать потребности президента, премьер- министра. начальника Генштаба, генерального секретаря Совета национальной безопасности и министерств по вопросам разведывательных данных, исполнять связанные с этим их поручения;
Контрразведывательная деятельность
Контрразведывательная деятельность против разведывательной деятельности иностранных государств, направленных по отношению к стране, входит в прямые обязанности Национальной Разведывательной Организации. Перед Национальной Разведывательной Организацией не могут быть поставлены какие-либо иные задачи, кроме тех. которые приведены выше, и деятельность Национальной Разведывательной Организации не может быть переориентирована на выполнение каких-либо иных задач, связанных с обеспечением безопасности государства, кроме как разведывательных и контрразведывательных.
Полномочия
Для успешного осуществления разведывательной деятельности в государственном масштабе и незамедлительной передачи в соответствующие инстанции полноценной и проверенной информации, большое значение имеет использование НРО центров обработки информации и архивов государственных ведомств и организаций, равно как и учреждений, оказывающих услуги государственным структурам; налаживание прямой и непосредственной связи с ответственными лицами, координирование с ними различных действий, получение всех необходимых документов.
Использование архивов государственных ведомств
Национальная разведывательная организация имеет полномочия на налаживание прямых и непосредственных отношений с руководителями других государственных ведомств и организаций, с лицами, курирующими в этих учреждениях деятельность по сбору информации в том, что касается указания направлений получения этой информации, иных аспектов процесса сбора информации, а также осуществления контрразведывательной деятельности и координации усилий в данном направлении; использование центров обработки информации и архивов государственных ведомств и организаций, равно как и учреждений, оказывающих услуги государственным структурам, в том, что входит в сферу деятельности НРО; а также устанавливать связи с ними.сотрудники традиционно набирались из семей бывших сотрудников и среди национальной элиты Турции.
Имеет потенциал полицейской службы и взаимодействует с силами жандармерии, и может рассматриваться как тайная полиция, поэтому она находится в конкуренции с традиционными полицейскими разведками.

## Организационная структура
В структуру Национальной разведывательной организации официально входят:
- Департамент дознания по безопасности (дознание по вопросам, входящим в зону его ответственности в рамках запросов по поискам в архивах и расследованиям по безопасности, поступающих с государственных ведомств и организаций, в рамках мер, направленных на обеспечение национальной безопасности Турции)
- Управление контрразведки (выявление и пресечение направленной против Турции шпионской деятельности иностранных государств, спецслужб, ведомств/институтов и лиц)
- Управление внешних операций (защита и развитие стратегических интересов Турции как в стране, так и за рубежом)
- Управление разведки по безопасности (сбор разведданных в области безопасности по выявлению угроз, в первую очередь исходящих от террористических организаций и деятельности террористического характера)
- Управление электронно-технической разведки (сбор, запись, анализ и передача полученных данных в необходимые учреждения)
- Управление сигнальной разведки (получение сигнальной и предупредительной информации путём перехвата сигналов связи и радаров, с последующим анализом этих сигналов)

По некоторым данным, в структуру MİT входит также центр по подготовке бойцов спецназа «Силиври», а в ведении разведслужбы находятся также и специальные боевые группы, занимающиеся физической ликвидацией лиц, представляющих угрозу национальной безопасности Турции.

## Деятельность по странам

### Европа

#### Азербайджан
Согласно данным 2009 года, MİT уделяла особое внимание отношениям между Турцией, Арменией и Азербайджаном, а также следила за попытками урегулирования Карабахского конфликта.
В 2018 году усилиями MİT в Азербайджане был арестован учитель одной из местных школ, которая сотрудничала с движением Гюлена.

#### Армения
26 января 2002 года армянскими спецслужбами был арестован турколог Мурад Боджолян, обвинявшийся в государственной измене путём шпионажа (статья 59 Уголовного кодекса Республики Армения) — ему инкриминировали передачу Национальной разведывательной организации Турции сведений военного, экономического и политического характера. Ранее Боджолян возглавлял отдел Турции в Министерстве иностранных дел, а также работал переводчиком с турецкого в аппарате президента Армении Левона Тер-Петросяна. 16 декабря 2002 года суд первой инстанции столичных общин Центр и Норк-Мараш признал Боджоляна виновным в государственной измене и приговорил его к 10 годам лишения свободы с отбыванием наказания в колонии строгого режима и конфискацией всего имущества. 20 марта 2003 года Апелляционный суд по уголовным и военным делам оставил в силе приговор. Наказание Боджолян отбывал в тюрьме «Ереван-Кентрон». 10 июня 2011 года он вышел на свободу.

#### Балканы
По данным на 2009 год, на Балканском полуострове турецкая разведка следила в целом за общим развитием ситуации и за интеграцией бывших югославских республик в Европейский союз. К приоритетным направлениям относились отношения с Грецией и комплекс спорных греко-турецких вопросов.
По заявлению американского военного историка Мэттью Эйда от 2015 года, турецкая разведка была самой активной из иностранных разведок на территории Сербии и финансировала сепаратистское движение бошняков в общине Рашка

#### Грузия
Турецкая разведка следила за внешней политикой Грузии во время президентства Михаила Саакашвили и за усилиями страны по вступлению в НАТО.
MIT провела операцию против главаря ИГИЛ Нурадин Рустамов, организованную MIT Он был задержан Службой государственной безопасности Грузии и позже освобожден.
В июне 2019 года в результате утечки секретных документов стало известно, что сотрудники антитеррористических подразделений Турции и разведчики из Национальной разведывательной организации, работавшие при турецком посольстве в Грузии, следили за грузинскими организациями и фондами, связанными каким-либо образом с движением Гюлена.

#### Россия
Согласно сообщениям ФСБ, по состоянию на 2001 год турецкая разведка активно действовала на юге России, в том числе в Краснодарском крае. Турецкую разведку привлекала территория края в связи с проектом транспортировки нефти и газа и географическим расположением края недалеко от тогдашних очагов напряжённости на Северном Кавказе. В качестве прикрытия разведчики использовали туристический бизнес. Одной из раскрытых разведчиц оказалась гражданка Турции Веджан Шанслы, работавшая на Национальную разведывательную организацию с 1993 года. Она приехала в Россию в качестве переводчика турфирмы, неоднократно посещала Сочи, Новороссийск и Краснодар, выполняя задания руководства. Шанслы познакомилась с бывшим оперуполномоченным контрразведывательного отдела Управления ФСБ по Краснодарскому краю, уговорив его поступить на работу в турфирму за более крупную зарплату. Когда он прибыл в Стамбул, его задержали сотрудники MİT: ему вводили психотропные препараты, пытаясь склонить его к сотрудничеству.
Бывший сотрудник ФСБ дал согласие на сотрудничество с MİT, но скрыл от турок, что с декабря 1994 года уволился из ФСБ. По возвращении в Россию он обратился за помощью к начальству, после чего российская контрразведка начала собственную игру со спецслужбами. В 1995 году Шанслы была арестована на борту теплохода, прибывшего из Стамбула в Россию: похищенный сотрудник ФСБ якобы должен был передать на этом теплоходе план контрразведывательных мероприятий краснодарского Управления ФСБ в отношении сотрудников зарубежных разведок. Летом 1996 года руководитель MİT Сёнмез Кёксал прибыл с тайным визитом в Москву: в ходе переговоров с ФСБ было достигнуто соглашение, что история с Шанслы не будет предаваться широкой огласке в обмен на то, что турецкая разведка прекратит подобные провокации. Однако в дальнейшем число граждан Турции, посещавших Россию и подозревавшихся в работе на разведслужбы, резко выросло.
Всего с 1999 по 2001 годы ФСБ выявило 17 кадровых разведчиков, большинство из которых работали на Турцию. По данным Управления ФСБ по Краснодарскому краю за 2001 год, на Кубань ежегодно приезжали около 50 человек, подозреваемых в сотрудничестве с разведслужбами. Согласно интервью 2001 года бывшего сотрудника MİT, турецкие спецслужбы считали Россию в те годы своим главным врагом.
По данным на 2009 год, среди 10 приоритетов работы Национальной разведывательной организации Турции фигурировали отслеживание политики России на Кавказе и в Центральной Азии. В частности, турецкую разведку интересовала энергетическая политика России: сотрудничество с Китаем в сфере энергетики, проблемы добычи нефти и газа в бассейне Каспийского моря, строительство экспортных магистралей, стратегия поставок на мировые рынки энергоносителей из Каспия. Также первоочерёдными для турецкой разведки были вопросы добычи нефти в бассейне Чёрного моря.

#### Средиземноморье
В Средиземноморском регионе в 2009 году Национальная разведывательная организация интересовалась проблемой урегулирования конфликта на острове Кипр и добычей энергоносителей в Средиземном море.

### Азия
По данным на 2009 год, в Юго-Восточной Азии турецкая разведка следила за соперничеством государств этого бассейна с США и Евросоюзом, а также за «этническим противостоянием» Китая и Японии. Также среди приоритетов приоритетов турецкой разведки были террористическая угроза в Афганистане, ситуации в Ираке и Ливане, урегулирование арабо-израильского конфликта, развитие ядерной программы Ирана и реализация нефтяных проектов Баку — Тбилиси — Джейхан и Самсун — Джейхан.

### Африка
В 2001 году усилиями Национальной разведывательной службы в Найроби, столице Кении, был арестован лидер курдов Абдулла Оджалан. Турецкий спецназ задержал его прямо в резиденции посла Греции.
В сфере интересов турецкой разведки в 2009 году находилась Северная Африка, где возросла экономическая активность Турции, а также районы Красного моря и Аденского залива с учётом активности в регионе сомалийских пиратов.
С Национальной разведывательной организацией тесно сотрудничает частная военная компания SADAT, которая обучала боевиков для участия в боях в Сирии и Ливии, а также владеет инфраструктурой в ряде стран Африки.

## Операции на территории Турции
Национальная разведывательная организация играла важные роли в государственных переворотах в Турции в 1971 и 1980 годах, а также в предотвращении военного переворота в 2016 году.
В 1971 году во время военного переворота разведка поддержала путчистов из числа военных и не предупредила премьер-министра Сулеймана Демиреля о готовящемся заговоре, а в день переворота, 12 марта, потребовала от него уйти в отставку.
В 1980 году разведка доставила заговорщикам планы операции «Флаг» (тур. Bayrak Harekâtı) — операции по свержению правительства, которое снова возглавлял Демирель. Как и в предыдущий раз, разведка скрыла от Демиреля планы о готовящемся заговоре.
В 1990 году на территории Турции усилилась активность марксистской партизанской группировки РНОПФ. 26 сентября 1990 бойцами организации был ликвидирован офицер национальной разведывательной организации Хирам Абас, он был застрелен из 7.65-мм пистолетов с глушителями. Абас в прошлом был участником «эскадронов смерти», расстреливавшей демонстрации. 13 октября 1991 бойцы РНОПФ добились ещё большего успеха, ими был ликвидирован глава самой Национальной разведывательной организации — генерал армии Аднан Ерсоз, который командовал MIT в 1978-1979 годах.
В 2016 году разведка выступила уже против заговорщиков, пытавшихся свергнуть президента Реджепа Тайипа Эрдогана и турецкое правительство.

## Международное сотрудничество
MİT сотрудничает с американскими спецслужбами.
В 2022 году Национальная разведывательная служба участвовала в процедуре обмена заключёнными в Стамбуле — россиянина Константина Ярошенко и американца Тревора Рида.
24 июля 2024 года в Бодруме сотрудниками Управления безопасности провинции Мугла был задержан гражданин России Евгений Серебряков, причастный к прогремевшему тем же утром взрыву автомобиля в Москве (в результате взрыва пострадали два человека). Согласно сообщению главы МВД Турции, в 10:30 в турецкий отдел Интерпола позвонили сотрудники российского Интерпола, доложившие о совершении Серебряковым теракта. Операция проводилась при участии Управления MİT, департамента Интерпола/Европола и других спецслужб и силовых ведомств.

## Руководство
С момента образования Национальной разведывательной организации в 1965 году её руководителями были:
- 14 июня 1965 — 2 марта 1966 — Авни Кантан[тур.] (и. о.)
- 1 марта 1966 — 23 июня 1971 — Мехмет Фуат Догу[англ.]
- 2 августа 1971 — 25 июня 1973 — Нуреттин Эрсин[англ.]
- 25 июня 1973 — 27 февраля 1974 — Бюлент Тюркер[тур.] (и. о.)
- 28 февраля 1974 — 26 сентября 1974 — Бахаттин Озюлькер
- 30 сентября 1974 — 24 ноября 1974 — Бюлент Тюркер[тур.]р (и. о.)
- 25 ноября 1974 — 13 июня 1978 — Хамза Гюргюч
- 13 июня 1978 — 19 ноября 1979 — Аднан Эрсёз
- 19 ноября 1979 — 7 сентября 1981 — Бюлент Тюркер[тур.]
- 7 сентября 1981 — 14 августа 1986 — Бурханеттин Бигалы
- 5 сентября 1986 — 29 августа 1988 — Хайри Ундюль
- 29 августа 1988 — 27 августа 1992 — Теоман Коман
- 9 ноября 1992 — 11 февраля 1998 — Сёнмез Кёксал[англ.]
- 11 февраля 1998 — 11 июня 2005 — Шенкал Атасагун[англ.]
- 15 июня 2005 — 26 мая 2010 — Эмре Танер[англ.]
- 27 мая 2010 — 3 июня 2023 — Хакан Фидан[36][37]
- 5 июня 2023 — Ибрагим Калын

## Скандалы и критика
В 2001 году журналист Александр Хинштейн взял большое интервью для газеты «Комсомольская правда» у бывшего сотрудника Национальной разведывательной службы, порвавшего связь со спецслужбами и перебравшегося в Россию (в интервью человек фигурировал под псевдонимом «Назым»). Интервьюируемый утверждал, что Национальная разведывательная служба отличалась «крайней жёсткостью, граничащей с жестокостью», и расправлялась с любыми перебежчиками и предателями, а понятий морали просто не существовало.
По словам «Назыма», MİT активно сотрудничала с представителями турецкого криминалитета и использовала их для устранения лиц, представлявших угрозу турецким властям и государственной безопасности Турции (в том числе лидеров курдских и армянских организаций). Многие из уголовников согласились сотрудничать в обмен на освобождение из мест лишения свободы: среди них были убийцы и грабители. При этом турецкая разведка избавлялась от них тогда, когда их интересы расходились или когда преступники пытались выйти из-под контроля разведки. К ликвидации неугодных, по словам «Назыма», был причастен Эргюн Кылычаслан, кадровый сотрудник MİT, работавший в Анкарском управлении и руководивший центром по подготовке спецназа «Силиври».
- «Назым» утверждал, что Национальная разведывательная служба была причастна к ликвидации двух влиятельных представителей сомнительного бизнеса — наркобарона Али Сары, который занимался транспортировкой наркотиков в Польшу, Чехословакию, Венгрию и Румынию, и владельца одного из стамбульских казино Топала Омера Люфтю, чьи интересы пересекались с интересами ряда групп влияния в Турции. В 1990 году Али Сары, отказавшийся сотрудничать с MİT, был вывезен из Польши и убит, а в 1998 году агенты MİT убили и Топала[14].
- В ноябре 1996 года под городом Сусурлук в автокатастрофе погибли трое человек: сотрудник Генеральной дирекции безопасности (имя не установлено), депутат Великого национального собрания Турции Седат Буджак и крупный турецкий мафиози Абдуллах Чатлы. По словам «Назыма», Чатлы находился на протяжении 17 лет в розыске у Интерпола и турецкой полиции, но все эти годы Национальная разведывательная служба поддерживала с ним контакт, а сам он участвовал в ряде операций MİT по ликвидации лиц, представлявших угрозу турецкой безопасности[14].
- Летом 1998 года полиция Франции арестовала криминального авторитета Алааттина Чакыджи, занимавшегося контрабандой оружия и наркотиков: при задержании у него изъяли дипломатический паспорт, вручённый ему в посольстве Турции в Пекине. Пресса сообщала, что Чакыджи был завербован Национальной разведывательной службой в 1980 году и участвовал в операциях против разных армянских организациях, а с ним работали руководители разведслужбы, в том числе Сёнмез Кёксал[англ.] (бывший посол Турции во Франции) и Шенкал Атасагун[англ.]. Его куратор Явуз Атач (заместитель начальника управления внешних операций MİT) был даже свидетелем на свадьбе сестры Чакыджи в 1991 году[14].

19 апреля 2001 года официальный представитель ФСБ заявил о причастности Национальной разведывательной организации Турции к захвату чеченскими террористами парома «Аврасия» летом 1996 года и к угону чеченскими террористами Ту-154 из Стамбула. Эту информацию в том же году подтвердил и Хинштейн в том же интервью, взятом у «Назима»: турецкий экс-разведчик утверждал, что операцией по захвату парома «Аврасия» руководил Эргюн Кылычаслан.